# Galepsus brincki
Galepsus brincki är en bönsyrseart som beskrevs av Max Beier 1955. Galepsus brincki ingår i släktet Galepsus och familjen Tarachodidae. Inga underarter finns listade i Catalogue of Life.